# Conversation au café
Conversation au café est une peinture à l'huile sur bois de Giovanni Boldini, peintre italien installé à Paris ; l'œuvre, une peinture à l'huile sur panneau de bois de 28 × 41 cm,  datable d'environ 1879, est conservée dans une collection privée.

## Contexte
En s'installant à Paris en 1871, Boldini a la chance de rejoindre une métropole vivante, moderne et frénétique, animée par une effervescence de la vie : dans ces années-là, en effet, la Ville lumière veut laisser derrière elle la guerre franco-allemande de 1870 et s'est donc emplie de théâtres, de musées, de restaurants et de cafés à la mode. Les cafés - lieux fréquentés par l'« élite » artistique et littéraire française, où de nouvelles idées et théories esthétiques sont discutées avec ferveur - sont globalement l'un des thèmes favoris des impressionnistes, qui les identifient comme un excellent prétexte pour dépeindre la « tranche de vie » contemporaine, sans abandonner les vues urbaines extérieures. Les impressionnistes eux-mêmes, lorsque le soleil s'est couché et qu'il est donc impossible de peindre, ont d'ailleurs l'habitude de se réunir dans un café (d'abord le café Guerbois, puis le café de la Nouvelle Athènes) pour discuter de leurs expérimentations picturales.
Arrivé au cœur de la modernité, Boldini se consacre également à la représentation du café, donnant naissance à des tableaux comme cette Conversation au café, aujourd'hui conservée dans une collection privée. C'est un tableau très intéressant non seulement d'un point de vue artistique mais aussi en ce qui concerne les événements de l'existence du peintre, romantiquement lié à deux jolies femmes françaises : Berthe et la comtesse Gabrielle de Rasty. Berthe, non la célèbre modèle d'Édouard Manet, correspond à une typologie féminine candide, dénuée de malice, au point que Stile Arte parle d'un « mon petit chou » ou, encore, d'« une ancienne écolière soudainement projetée dans le monde » et d'« une petite fille-ange aux yeux bleus ». La comtesse Gabrielle de Rasty, quant à elle, est pleinement consciente de sa propre corporéité au sens le plus charnel du terme et l'exhibe avec audace, faisant preuve d'une sensualité coquette et impertinente,. 

## Description
Assises à la terrasse d'un café parisien, deux femmes en pleine conversation commentent une scène qui a lieu en dehors du cadre. Elles affichent toutes deux des toilettes raffinées : Berthe porte une robe dite « princesse », d'une seule venue de l'encolure à l'ourlet, complétée par une veste en velours noir, Gabrielle un long manteau gris brun bordé de fourrure. 

## Analyse
Dans ce petit panneau, Boldini s'amuse à réunir, bien que dans un espace fictif comme l'espace pictural, deux mondes séduisants et opposés. Les deux femmes, qui sont des incarnations radicalement différentes du topos féminin : Gabrielle de Rasty, à droite, domine la conversation et lâche un regard qui intrigue et envoûte l'observateur, le conquérant devant le visage et la sensualité charnelle du corps ; Berthe, au contraire, feint le désintérêt et, cédant à un malaise instinctif, tourne son regard vers sa gauche, vers un événement qui se déroule hors de l'espace pictural. Ainsi se dessine un contraste palpable, tant d'un point de vue pictural qu'érotique, entre ces deux types féminins si éloignés l'un de l'autre,. D'autres analyses ont vu dans la femme à droite, Berthe, la muse des premiers tableaux parisiens de Boldini. Dans ce cas, comme un couple antithétique, la blonde et la brune incarnent le passé et l'avenir sentimental et professionnel du peintre. 
Boldini lui-même, en revanche, approfondit cette divergence dans de nombreuses autres œuvres : Berthe Morisot, sera toujours l'incarnation de la « jeune femme romantique qui, à travers la connaissance du libertin, s'engagera dans une voie d'exploration corporelle qui la conduira au-delà de ses propres présupposés virginaux ». Boldini jouera de la sensualité troublante de Gabrielle de Rasty dans des œuvres torrides à saveur libertine, totalement dépourvues de barrières moralisatrices,.
Boldini prend ses distances avec la gamme chromatique de sa production destinée au marchand Goupil. La palette de gris et de noirs reflète ses réflexions sur la peinture hollandaise et annonce son changement de style de la décennie suivante. Sa touche rapide ne l'empêche pas d'accorder aux détails un soin particulier, notamment dans la description de l'intérieur du café, avec ses trois personnages qui semblent eux aussi s'adonner aux joies du commérage.